# Город и деревня
«Город и деревня» (англ. Town & Country) — американская комедия 2001 года. По оценкам, фильм входит в число крупнейших финансовых провалов в истории кинематографа.

## Сюжет
Портер и Элли Стоддарды и Гриффин и Мона Миллеры — семейные пары с внушительным стажем. Однажды мужчины решают «гульнуть на стороне», но правда вскоре всплывает наружу, и они решают «сбежать» в глухую горную деревушку. Впрочем, «вдали от цивилизации» у них не меняются ни характер, ни привычки.

## В ролях
- Уоррен Битти — Портер Стоддард
- Дайан Китон — Элли Стоддард
- Голди Хоун — Мона Миллер
- Гарри Шендлинг — Гриффин Миллер
- Энди Макдауэлл — Юджин Клейборн
- Чарлтон Хестон — отец Юджин
- Мэриэн Селдес — мать Юджин
- Настасья Кински — Алекс
- Дженна Эльфман — Обёрн
- Джош Хартнетт — Том Стоддард
- Уильям Хуткинс — Барни
- Триша Весси — Элис Стоддард
- Катарина Тоун — Холли
- Кен Кенсеи — переводчик
- Иэн Макнис — Питер, директор
- Бак Генри — Саттлер
- Лиса Экдаль — камео
- Джонни Браун — шофёр
- Скотт Эдсит — шофёр
- Азура Скай — «Паучиха»
- Холланд Тейлор — церемониймейстер
- Майкл Бейли Смит — охранник

## Производство
Съёмки начались 8 июня 1998 года с запланированным бюджетом 44 млн долларов, из которых 5 млн долларов составил гонорар Уоррена Битти). Планировалось завершить съёмочный процесс осенью того же года и выпустить ленту в прокат летом или осенью следующего. Однако процесс шёл заметно медленнее, чем предполагалось: исполнитель главной роли Битти оказался очень щепетилен во всевозможных мелочах, сценарий было решено существенно переработать. В результате этих проволочек по состоянию на апрель 1999 года съёмки были ещё не завершены, и Гарри Шендлинг и Дайан Китон покинули картину, чтобы сняться в других фильмах: «С какой ты планеты?» и «Отбой» соответственно. В результате съёмки были приостановлены ровно на год, пока эти актёры не смогли вернуться к работе в «Городе и деревне».
Финальные кадры доснимались с 10 апреля 2000 года в течение трёх недель.

## Бюджет и сборы
Согласно данным IMDb, окончательный бюджет фильма составил 90 млн долларов По оценкам компании Nash Information Services, на производство фильма было затрачено 105 млн долларов.
Несмотря на «звёздный» состав, фильм катастрофически провалился в прокате.
Сборы в США составили около 6,7 млн долларов, в остальном мире — около 3,7 млн долларов: всего около 10,4 млн долларов.

## Оценки
Фильм был в основном негативно встречен критиками. На сайте Rotten Tomatoes его рейтинг на основании 91 рецензии составил 13 % «свежих помидоров». Из 26 обзоров, представленных на сайте Metacritic, картина получила лишь 3 благосклонных отзыва с итоговым рейтингом 34 из 100.

### «Награды»
- Золотая малина-2002[7]:
  - Худший актёр второго плана — Чарлтон Хестон — победа
  - Худшая актриса второго плана — Голди Хоун — номинация
  - Худшая режиссура — Питер Челсом — номинация

## Премьерный показ
Премьера фильма состоялась в кинотеатрах США и Канады 27 апреля 2001 года.